# Primula acaulis
La primavera (Primula acaulis), también conocida como Flor de San José, es una especie de planta perteneciente a la familia de las primuláceas.

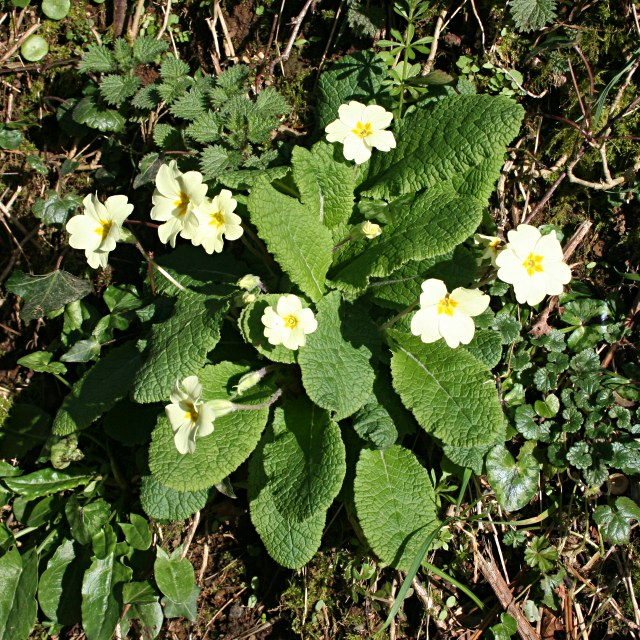
Vista de la planta

## Distribución
Es nativa del oeste y sur de Europa (desde las  Islas Feroe y Noruega hasta el sur de Portugal, y este de Alemania, Ucrania,  Crimea, y los Balcanes), noroeste de África (Argelia), y suroeste de Asia (Turquía y este de Irán). Su nombre común es primavera. 

## Descripción
Es  una especie perenne, con una roseta laxa de hojas oblanceoladas a obovadas, arrugadas, irregularmente dentadas. Flores perfumadas, amarillo pálido con el centro más oscuro, que brotan individualmente en rabillos afilos de largos pelos, que salen de la roseta foliar. Corola 2-4 cm de diámetro, con pétalos mellados extendidos; cáliz tubular, angular, de lóbulos puntiagudos lanceolados. Florece muy pronto en primavera (de ahí su nombre vernáculo) o finales de invierno, una de las primeras flores que lo hace en Europa, de ahí el nombre inglés ("Primrose" que viene del francés antiguo primerose y a su vez del latín medieval prima rosa, significando primera "rosa").

## Hábitat
Habita en bosques, maleza, riberas herbáceas, acantilados y montañas.  

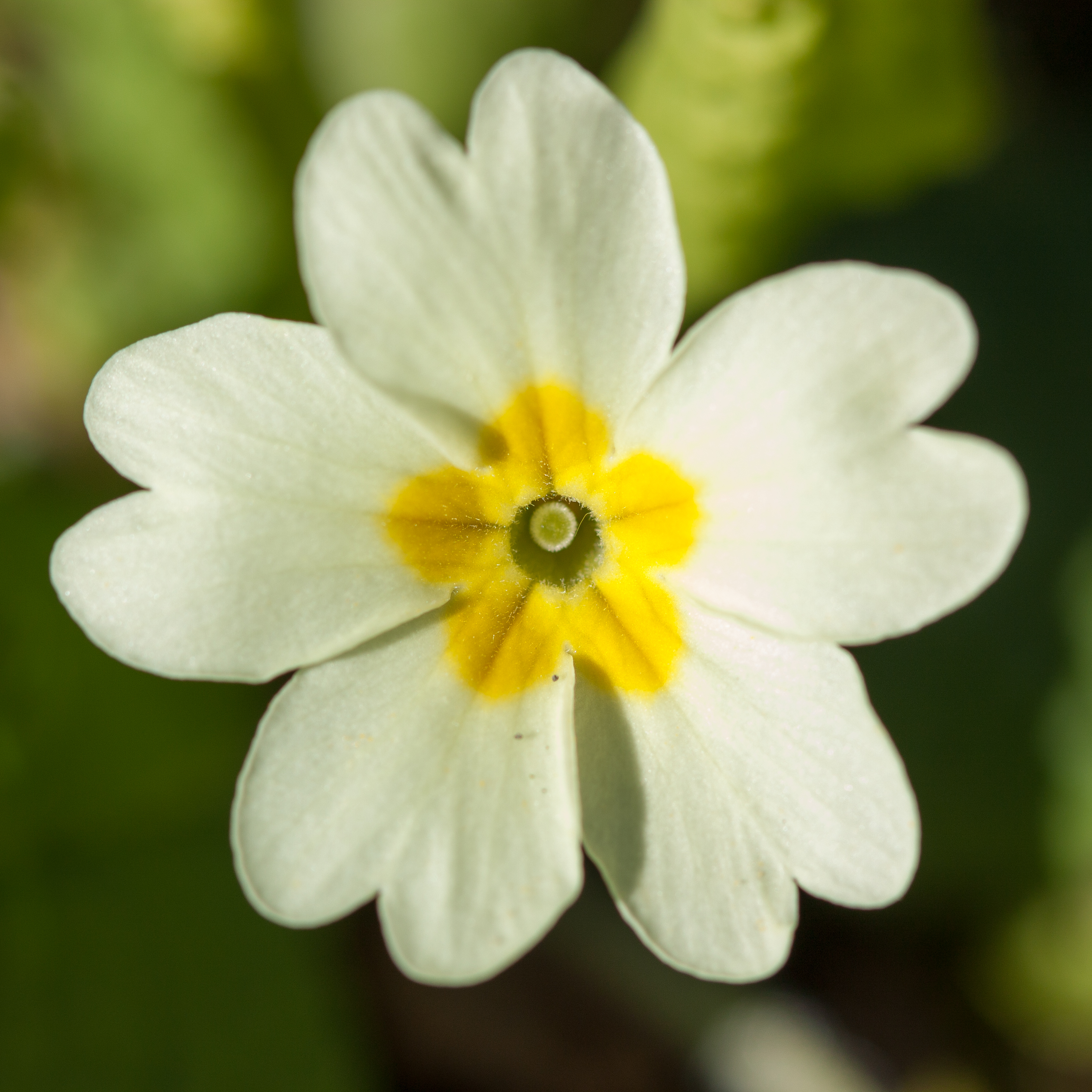
Flor de primavera.

## Taxonomía
Primula vulgaris fue descrita por William Hudson y publicado en Flora Anglica 70 1762.
Etimología
Primula: nombre genérico que proviene del latín primus o primulus = "primero", y refiriéndose a su temprana floración. En la época medieval, la margarita fue llamada primula veris o "primogénita de primavera".
vulgaris: epíteto latino que significa "común".
Subespecies
Tiene tres subspecies:
- Primula vulgaris subsp. vulgaris. Oeste y sur de Europa.  Flores amarillo pálido.
- Primula vulgaris subsp. balearica (Willk.) W.W.Sm. & Forrest Islas Baleares (endémica). Flores blancas.
- Primula vulgaris subsp. sibthorpii (Hoffmanns.) W.W.Sm. & Forrest. Balcanes y suroeste de Asia. Flores rosas, rojas o púrpura.

Sinonimia
- Primula vulgaris Hug[7]
- Primula veris var. acaulis L.[8][9]